# 箭厂河乡
箭厂河乡，是中华人民共和国河南省信阳市新县下辖的一个乡镇级行政单位。

## 行政区划
箭厂河乡下辖以下地区：
箭河村、竹林村、黄谷畈村、仁畈村、塔尔村、油榨湾村、李洼村、何岗村、方湾村、代畈村、杨冲村、占湾村和石岗村。